# Sport à Taïwan
Le sport est une activité populaire à Taïwan. Parmi les sports les plus appréciés, on retrouve notamment le baseball, parfois considéré comme le sport national.
En raison d'une relation complexe avec la république populaire de Chine sur le statut de Taïwan, les sportifs taïwanais évoluent généralement sous le nom et la bannière de Taipei chinois, également connu sous son nom anglais Chinese Taipei, plutôt que sous les noms de Taïwan ou république de Chine.

## Disciplines

### Baseball

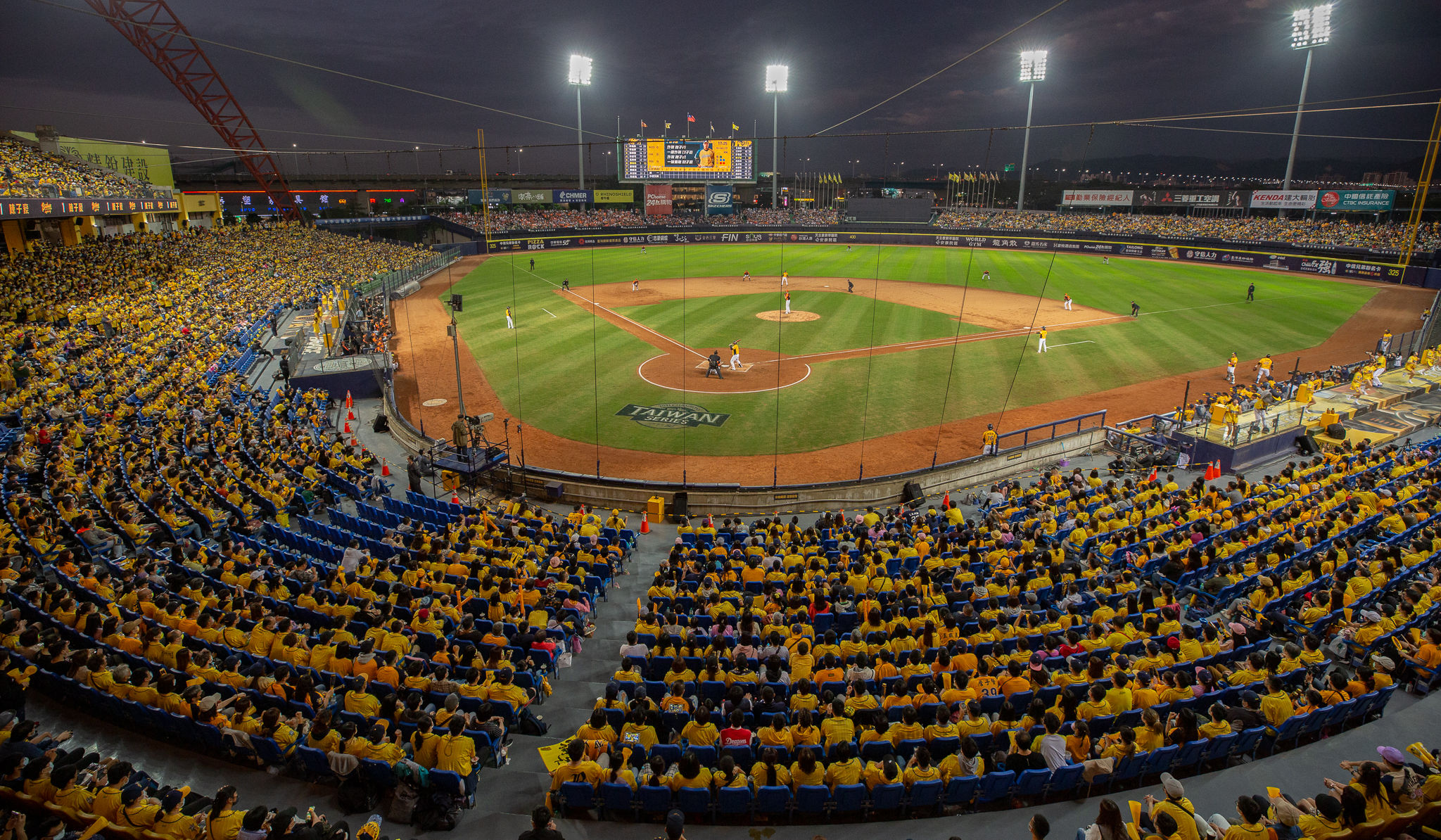
Rencontre de Ligue chinoise de baseball professionnel en 2021.

Le baseball est un sport très populaire à Taïwan, de la même manière qu'il l'est aux États-Unis et au Japon, et est considéré comme le sport national taïwanais.
L'implantation du sport sur l'île est due à la période de domination japonaise sur le territoire insulaire.
Il rencontre un succès populaire étant donné qu'il est pratiqué dès le plus jeune âge, également dû au premier succès des jeunes Taïwanais en Little League Baseball à Williamsport en 1969,.
Le pays bénéficie d'un championnat de haut niveau, la Chinese Professional Baseball League créée en 1989. Le 17 mars 1990, le stade municipal de baseball de Taipei accueille la toute première rencontre du championnat. Ce match opposant les Brothers Elephants (en) aux Uni-President Lions (en), est joué devant 14 350 spectateurs ; la victoire revient aux Lions sur le score de 4-3. La ligue traverse plusieurs scandales impliquant des paris sportifs, pratique déclarée inégale par le gouvernement taïwanais : après 102 cas de paris impliquant 222 personnes en 2008, un second scandale éclate la saison suivante, impliquant principalement 26 des joueurs des Brother Elephants (en). La CPBL voit alors son nombre d'équipes participantes tomber de sept à quatre, et son affluence drastiquement chuter, le public préférant se tourner vers les matchs télévisés de MLB, ou même vers le championnat taïwanais de basket-ball. Le président Ma Ying-jeou intervient alors pour instaurer des groupes de travail afin de rehausser la réputation de la ligue ainsi qu'éradiquer toute fraude. Son image s'est ainsi depuis largement améliorée,.
Plusieurs joueurs taïwanais ont évolué sous les couleurs des franchises professionnelles américaines de la Ligue majeure de baseball, entre autres Chien-Ming Wang, jouant entre autres pour les Yankees de New York.
L'équipe nationale masculine se place généralement autour de la 4e place au classement mondial de la WBSC Baseball. Elle se place en juin 2021 puis en janvier 2022 à la 2e place derrière le Japon, devant la Corée du Sud et les États-Unis, son meilleur classement dans son histoire.

### Basket-ball

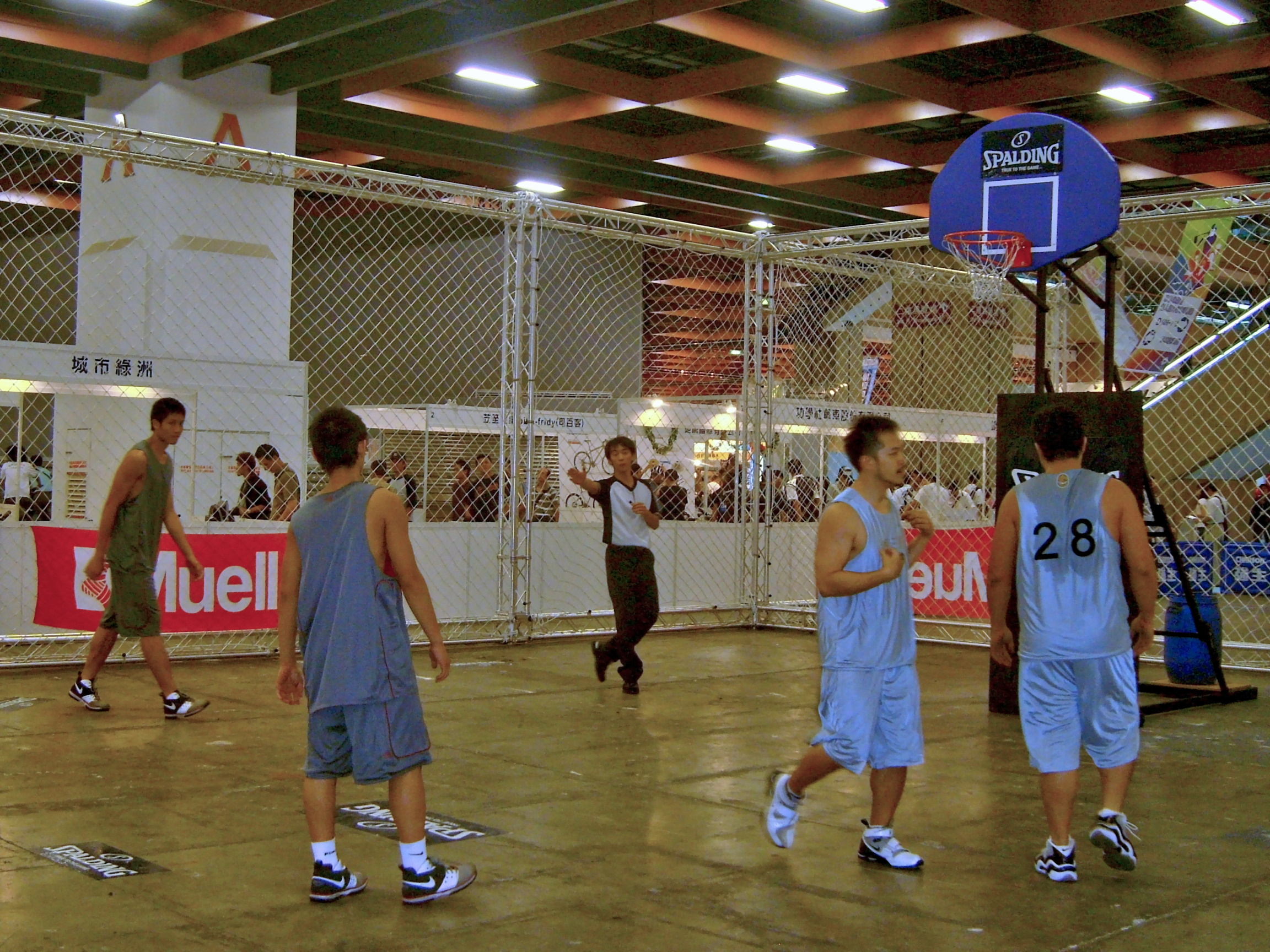
Tournoi de basket-ball à trois à Taïwan, en 2008.

### Cyclisme

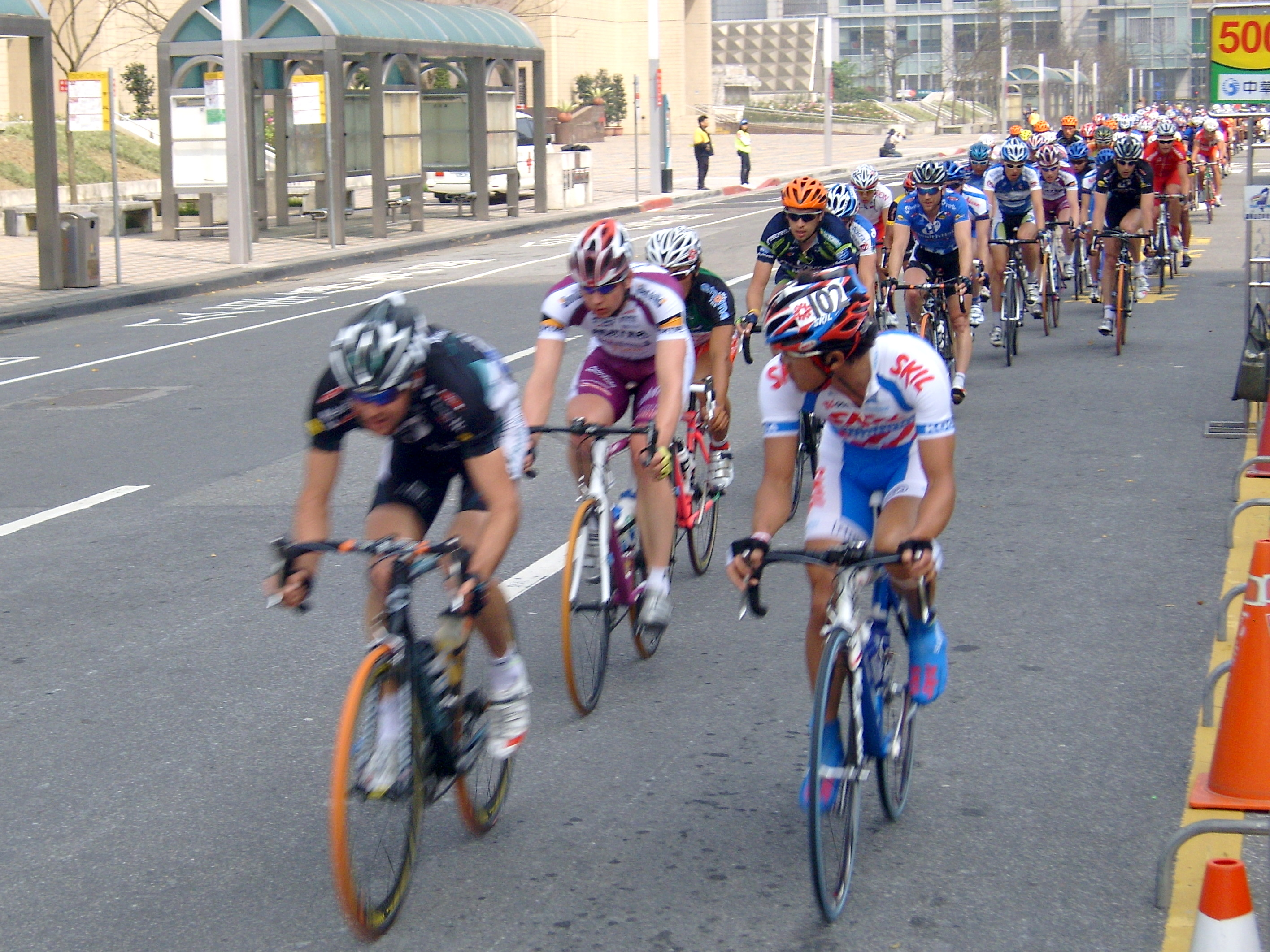
8e étape du Tour de Taïwan 2008, dans les rues de Taipei.

Le pays accueille le Tour de Taïwan, course cycliste par étapes depuis 1978. L'épreuve est créée à l'initiative de King Liu (en), fondateur de Giant, marque taïwanaise de vélos. Reconnue en 2005 comme une compétition de l'UCI Asia Tour, elle est promue et reclassée en catégorie 2.1 à partir de l'édition 2012,.

## Jeux olympiques
La délégation de Taipei chinois décroche sa première médaille d'or lors des Jeux olympiques d'été de 2004, enregistrant alors son meilleur bilan avec un total de cinq médailles, dont deux médailles d'or, deux d'argent et une de bronze. Elle bat son record lors des Jeux de 2020 un total de douze médailles, dont deux on or, quatre en argent et six en bronze.

## Infrastructures
Le plus grand équipement sportif de Taïwan est le stade national situé à Kaohsiung.

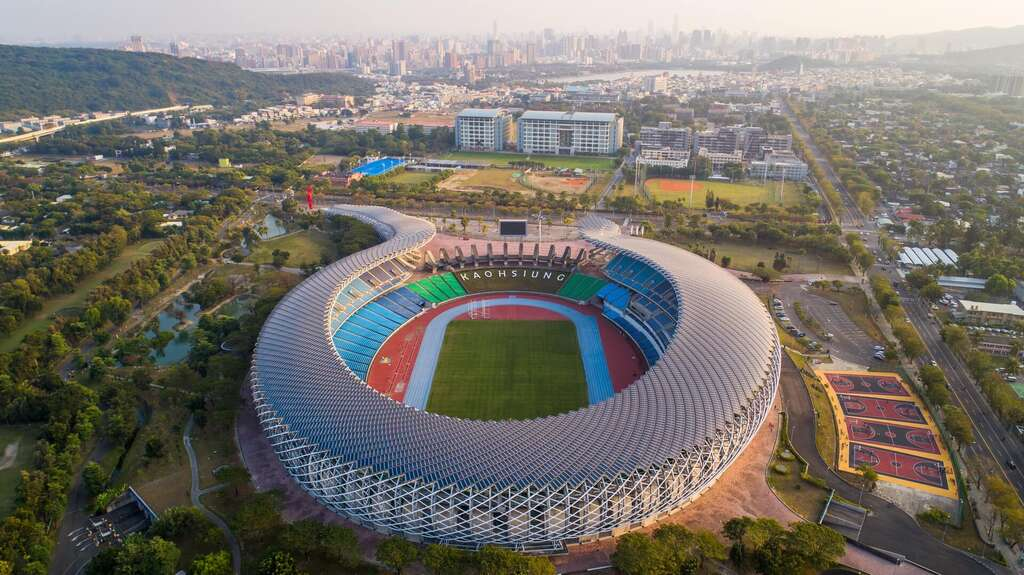
Stade national, Kaohsiung.
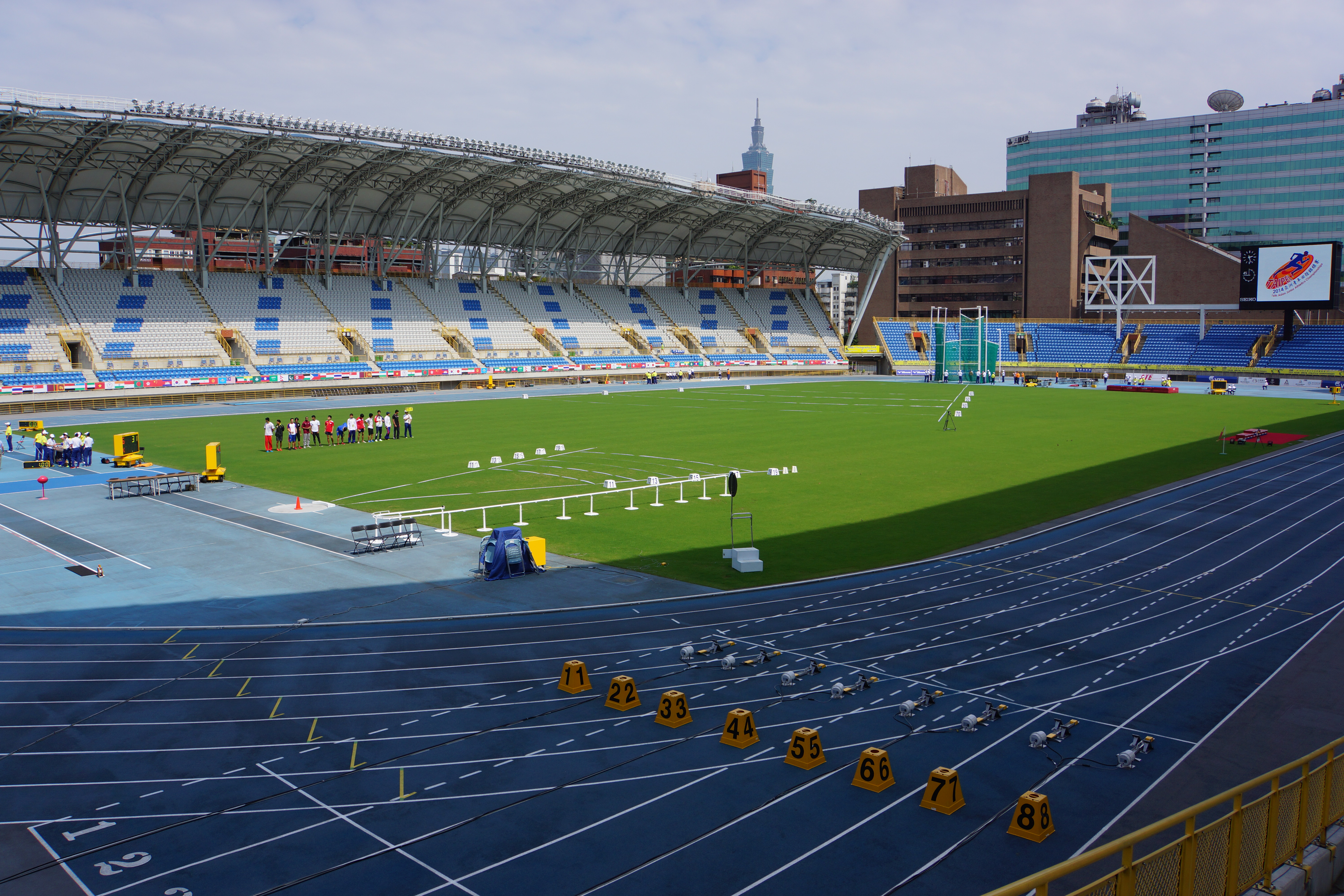
Stade municipal de Taipei.
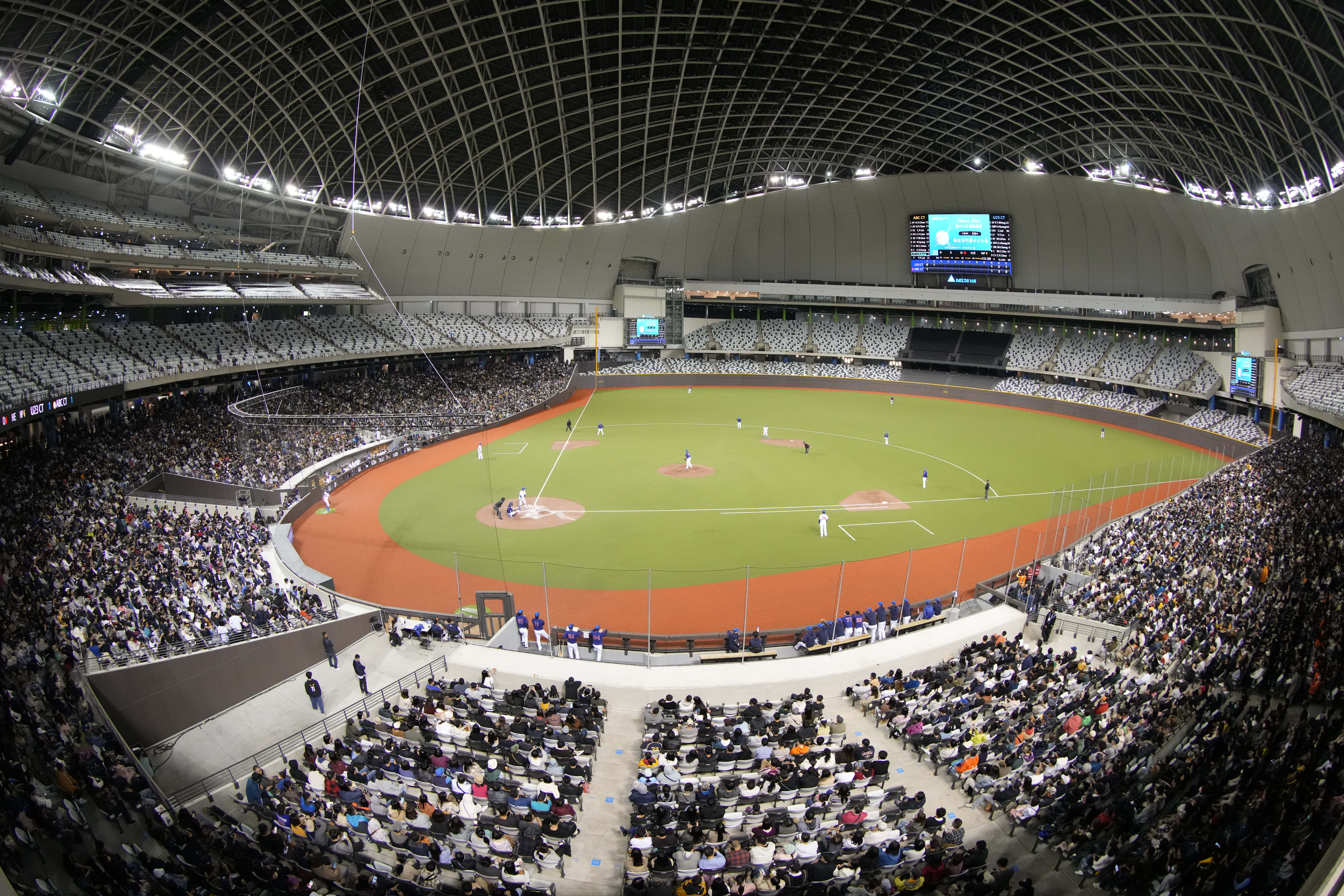
Taipei Dome.
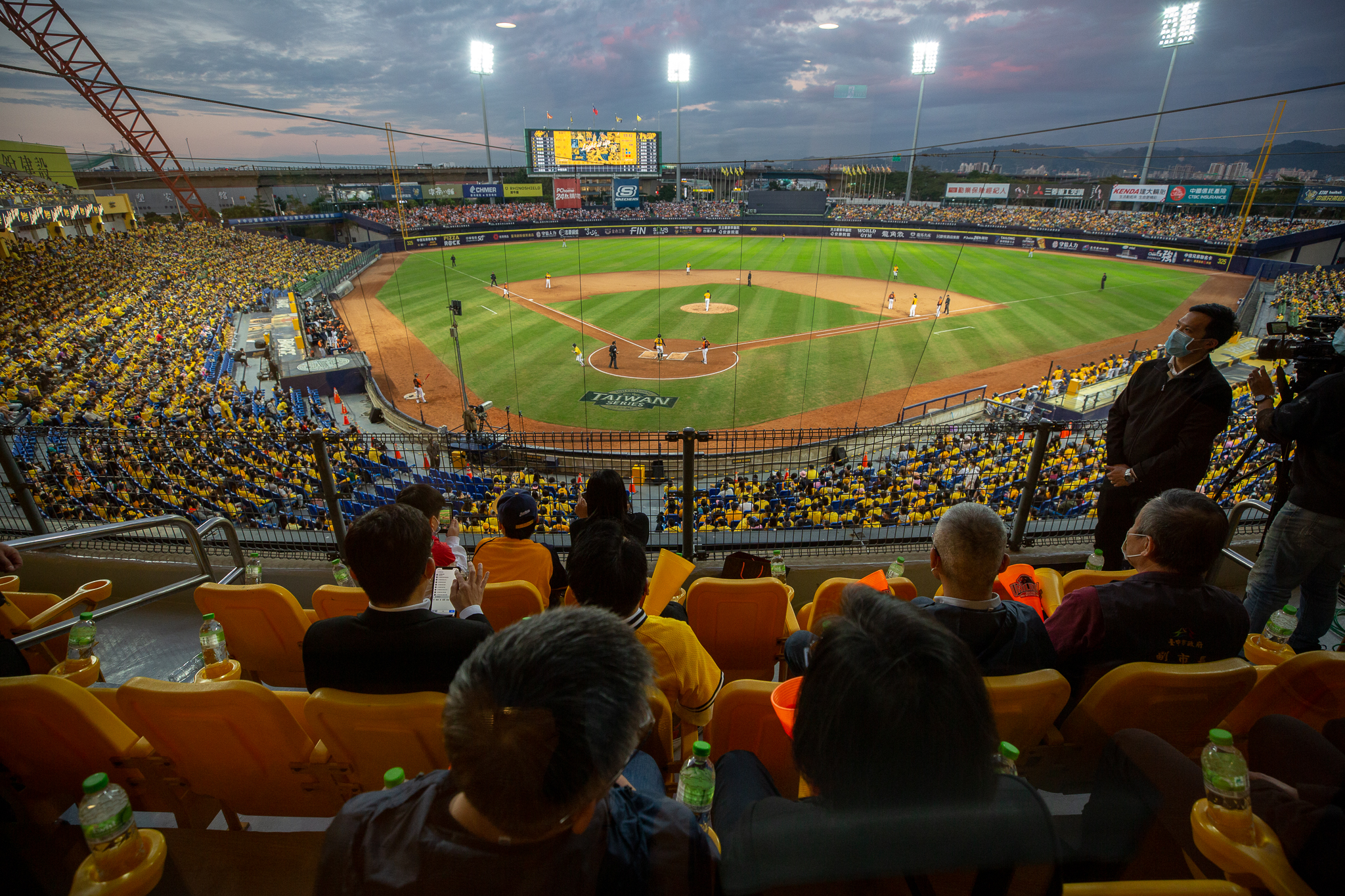
Taichung Intercontinental Baseball Stadium.